# كويا-دوفو

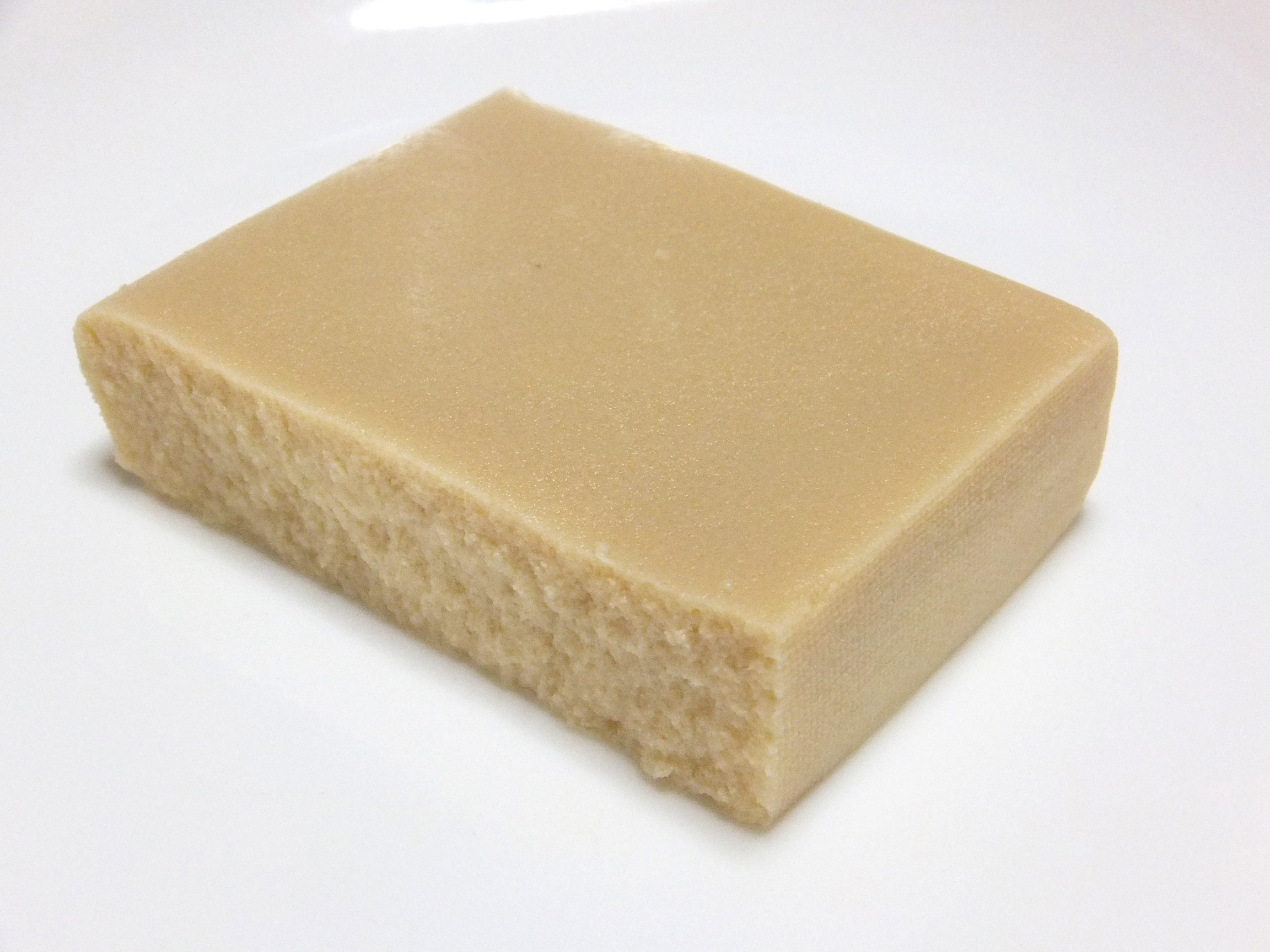
كويا-دوفو

كويا-دوفو (باليابانية: 高野豆腐) هو التوفو المجفف المجمد، وهو عنصر أساسي في مخزن المؤن الياباني ومكون مهم في الطبخ النباتي البوذي. نشأة في اليابان. وهو مصنوع من الصويا، ومخثرات، وصودا الخبز. يبدو مثل الإسفنجة الصلبة ويجب نقعها قبل الاستخدام. يتم استخدامه بشكل رئيسي في اليخنة والحساء.

## تاريخياً
نشأ التوفو المجفف بالتجميد في اليابان في منتصف القرن السادس عشر. أول ذكر للتوفو المجفف بالتجميد في الغرب لم يكن من قبل Paillieux في عام 1880، كما ذكر من قبل، ولكن في كتالوج المجموعة الإمبراطورية اليابانية المعروضة في أول مشاركة رسمية لليابان في المعرض العالمي، فيينا عام 1873.

### اليابان
في اليابان، تم تطوير التوفو المجفف المجمد قبل التوفو المجمد. هناك مركزان تقليديان لإنتاج التوفو المجفف بالتجميد في اليابان، بما في ذلك جبل كويا وناغانو.

#### جبل كويا
تم تطويرها بواسطة موكوجيكي شونين، كاهن شينغون في أوائل القرن السابع عشر خلال فترة إيدو. شجع جميع المعابد الجبلية على صنع التوفو الخاص بهم بعد أن حصل على كميات كبيرة من فول الصويا من معبد شينغون الرئيسي. وكان الغرض من ذلك هو الحفاظ على بعض التوفو المجمد حتى الاعتدال الربيعي. تُرك التوفو الصلب في الخارج في ليلة باردة وعاصفة ليتجمد. وبعد تجميده، وضع على الرفوف في السقيفة لمدة خمسة عشر يومًا في درجات حرارة أقل من درجة التجمد، ثم إذابته في ماء دافئ وضغطه برفق لطرد الجليد الذائب، ثم تجفيفه في السقيفة باستخدام حرارة مواقد الفحم.

#### ناغانو
كانت ناغانو، الواقعة إلى الشمال الشرقي من طوكيو، المركز الثاني لنشأة السكان. تم صنع التوفو المجفف بالتجميد لأول مرة في منتصف القرن السادس عشر. صنع على يد الإقطاعي والمحارب الشهير، تاكيدا شين-غن، الذي طور عملية تجفيف جديدة. كان الهدف هو صنع طعام مغذٍ وخفيف الوزن للجنود. تم تجميد التوفو الصلب على ألواح في الهواء الطلق في الثلج. ثم تم لفها في حصير من القش ووضعها في حظيرة باردة لمدة سبعة أيام، وبعد ذلك تم ربط خمس قطع من التوفو مع قطع من قش الأرز، ثم تم تعليقها بعد ذلك على أعمدة، بعيدا عن أشعة الشمس. بعد إذابة الأجزاء المجمدة في النهار ثم تجميدها في الليل عدة مرات، أصبح التوفو إسفنجة صلبة.